# Lillgrundet, Borgå
Lillgrundet är en klippa i Finland.   Den ligger i kommunen Borgå i den ekonomiska regionen  Borgå  och landskapet Nyland, i den södra delen av landet, 50 km öster om huvudstaden Helsingfors.
Terrängen runt Lillgrundet är mycket platt.  Det finns inga samhällen i närheten. 